# Riella notarisii
Riella notarisii là một loài rêu trong họ Riellaceae. Loài này được (Mont.) Mont. mô tả khoa học đầu tiên năm 1852.